# Švýcarsko na Zimních olympijských hrách 1988
Švýcarsko se účastnilo Zimní olympiády 1988. Zastupovalo ho 70 sportovců (56 mužů a 14 žen) v 7 sportech.

## Medailisté
| Medaile | Jméno                                                    | Sport              | Soutěž                                   |
| ------- | -------------------------------------------------------- | ------------------ | ---------------------------------------- |
| Zlato   | Pirmin Zurbriggen                                        | Alpské lyžování    | Muži sjezd                               |
| Zlato   | Vreni Schneiderová                                       | Alpské lyžování    | Ženy obří slalom                         |
| Zlato   | Vreni Schneiderová                                       | Alpské lyžování    | Ženy slalom                              |
| Zlato   | Ekkehard Fasser Kurt Meier Marcel Fässler Werner Stocker | Boby               | Čtyřbob                                  |
| Zlato   | Hippolyt Kempf                                           | Severská kombinace | Muži jednotlivci                         |
| Stříbro | Peter Müller                                             | Alpské lyžování    | Muži sjezd                               |
| Stříbro | Brigitte Oertli                                          | Alpské lyžování    | Ženy sjezd                               |
| Stříbro | Michela Figiniová                                        | Alpské lyžování    | Ženy super-G                             |
| Stříbro | Brigitte Oertli                                          | Alpské lyžování    | Ženy kombinace                           |
| Stříbro | Andreas Schaad Hippolyt Kempf Fredy Glanzmann            | Severská kombinace | Družstvo mužů (střední můstek + 3x10 km) |
| Bronz   | Pirmin Zurbriggen                                        | Alpské lyžování    | Muži obří slalom                         |
| Bronz   | Paul Accola                                              | Alpské lyžování    | Muži kombinace                           |
| Bronz   | Maria Walliserová                                        | Alpské lyžování    | Ženy obří slalom                         |
| Bronz   | Maria Walliserová                                        | Alpské lyžování    | Ženy kombinace                           |
| Bronz   | Andreas Grünenfelder                                     | Běh na lyžích      | Muži 50 km volný styl                    |